# 피에르쥘 카벨리에
피에르쥘 카벨리에(프랑스어: Pierre-Jules Cavelier, 1814년 8월 30일~1894년 1월 28일)는 프랑스의 아카데믹 조각가이다.

## 생애
은세공인이자 가구 제작자의 아들인 카벨리에는 1814년 파리에서 태어났다. 1831년 4월 2일 에콜 데 보자르에 입학하여 조각가 다비드 당제와 화가 폴 들라로슈의 제자가 되었으며, 1842년에는 《팔라디움에 들어가는 디오메데스》 석고상 작품으로 로마 대상을 수상했다. 카벨리에는 1843년부터 1847년까지 빌라 메디치에서 살았다.
1861년에는 레지옹 도뇌르 오피시에 훈장을 받았으며 프랑스 예술가 협회의 부회장으로 활동했다.
1864년에는 에콜 데 보자르의 교수로 임명되어 르네 로제트, 에두아르 랑테리, 이폴리트 르페브르, 루이에르네스트 바리아스, 외젠 기욤, 페르낭 하마르, 쥘 쿠탕, 영국의 앨프리드 길버트, 미국의 조지 그레이 바너드 등 많은 학생들을 가르쳤을 뿐만 아니라 조각가로서도 왕성한 경력을 쌓았다.

## 작품
- 두 개의 카리아티드, 스케치 그룹, 테라코타, 파리, 루브르 박물관, 1854년
- 파리 북역 외부의 《파리》
- 《그라쿠스 형제의 어머니 코르넬리아》(Cornélie, Mother of Gracchi), 대리석, 파리, 오르세 미술관, 1861년
- 종탑 위의 천사, 생제르맹 록세루아 교회, 파리

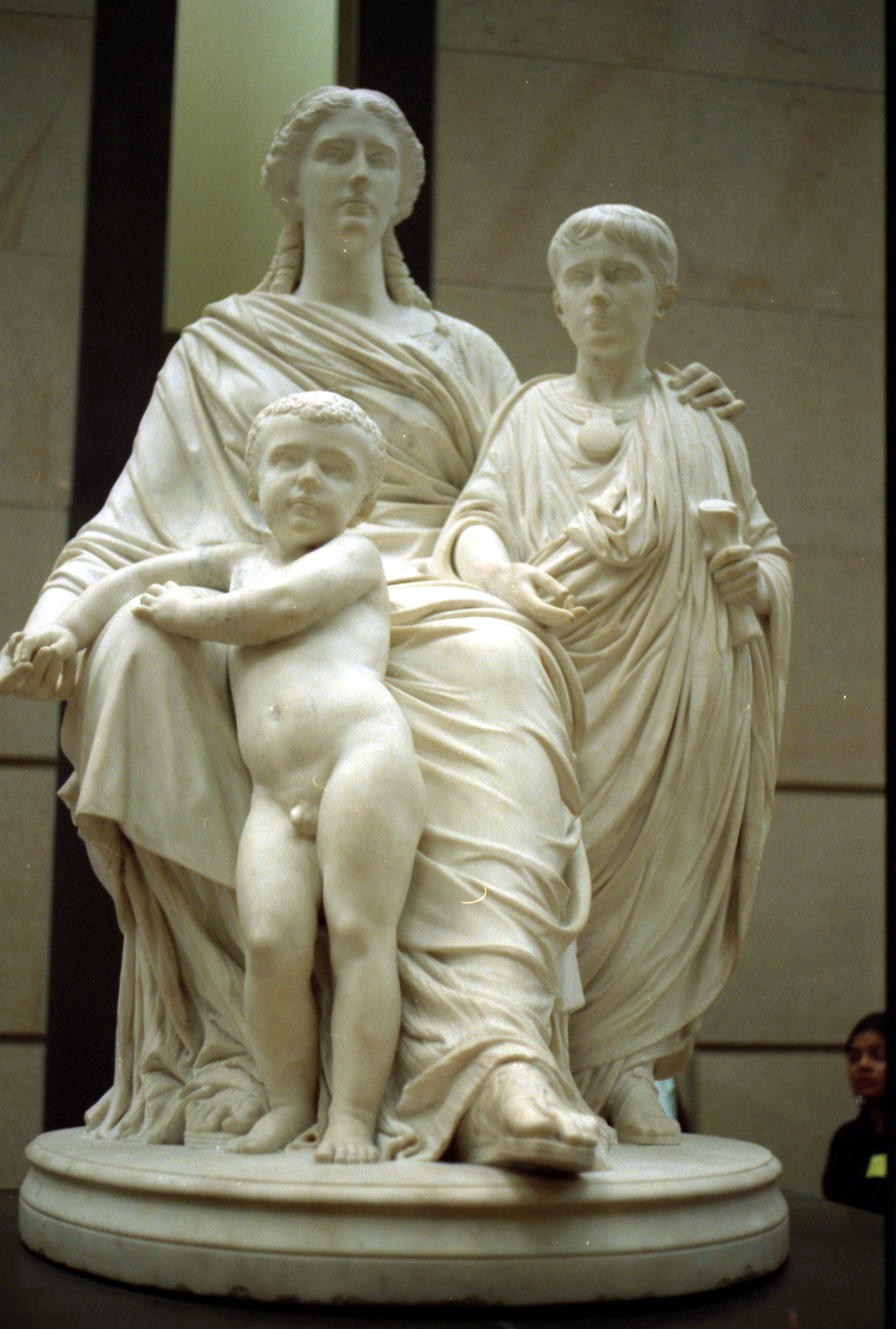
《그라쿠스 형제의 어머니 코르넬리아》, 오르세 미술관
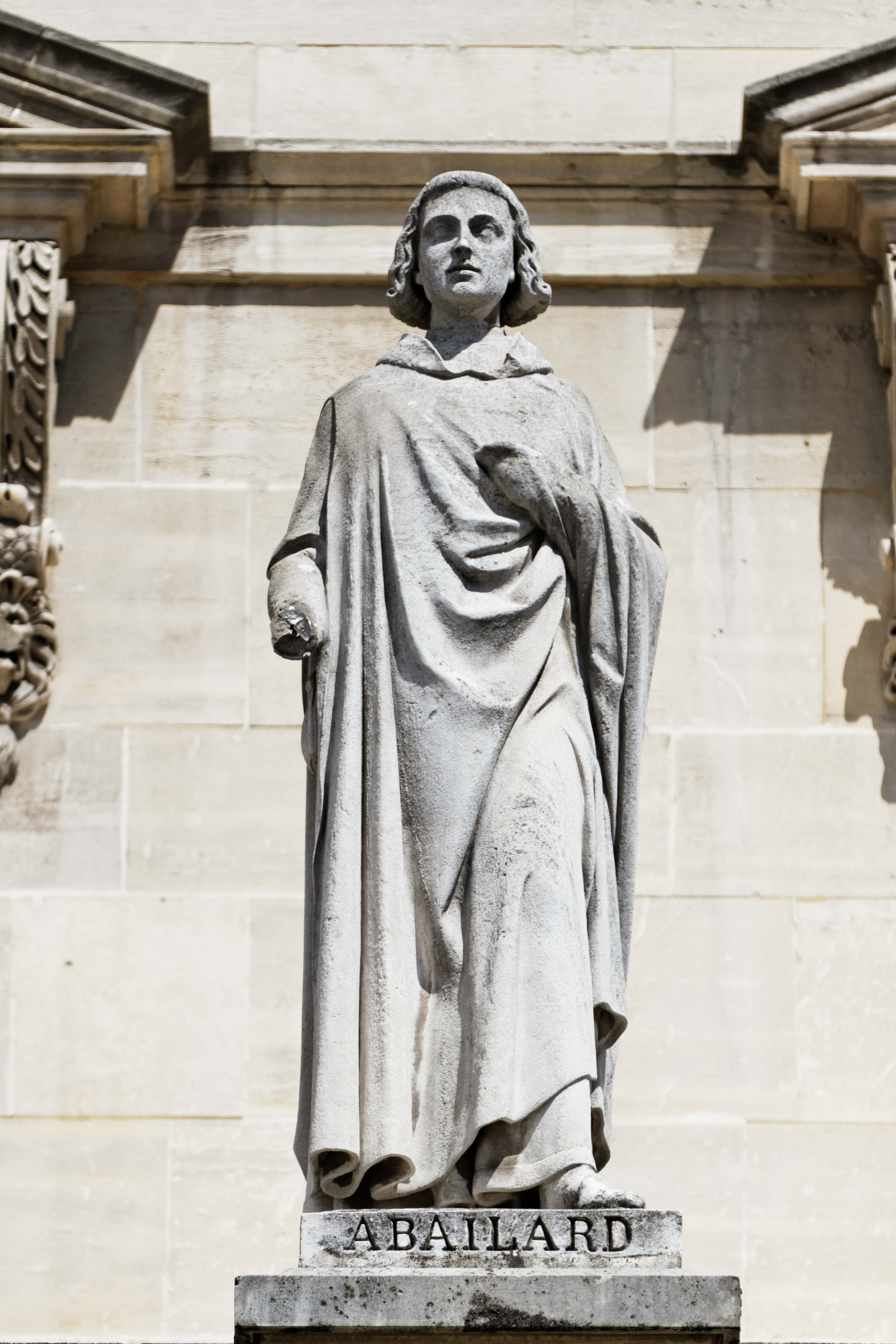
루브르 박물관 외관에 있는 피에르 아벨라르 조각상, 1853년경
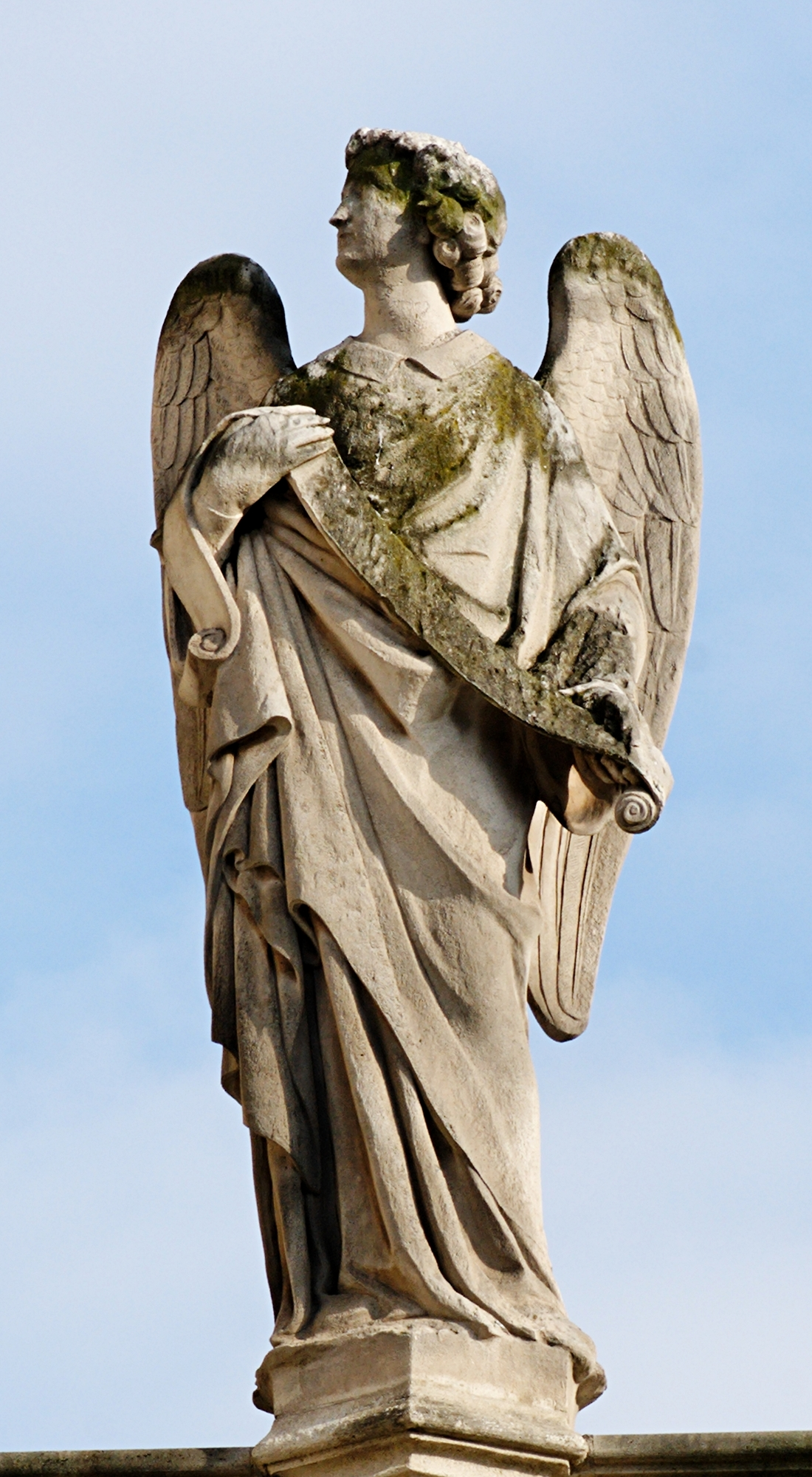
종탑 위의 천사, 생제르맹 록세루아 교회
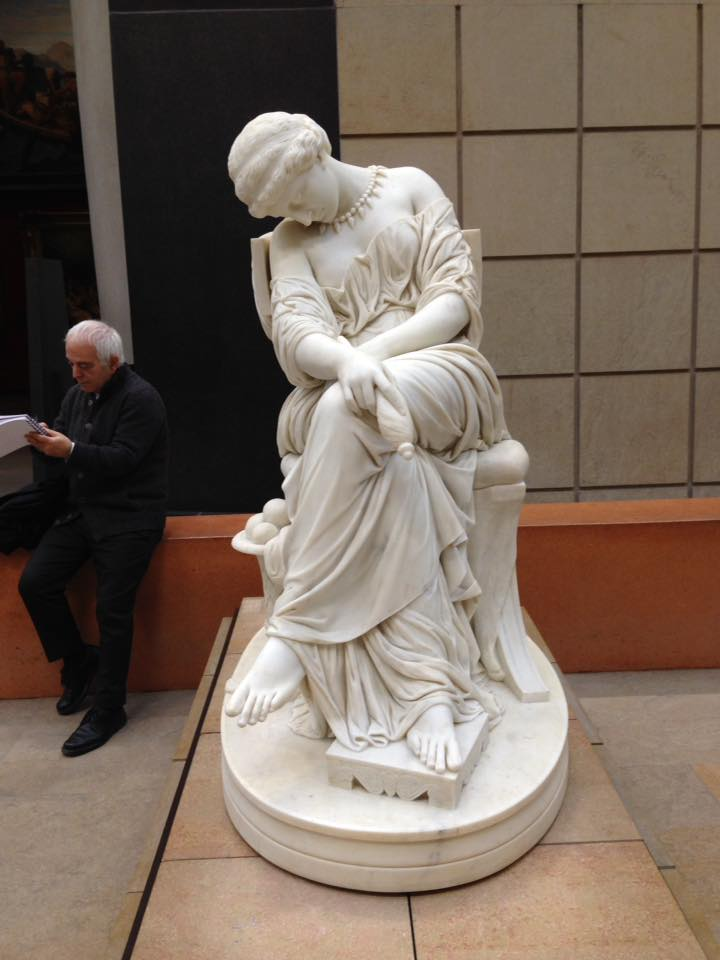
잠자는 페넬로페, 오르세 미술관
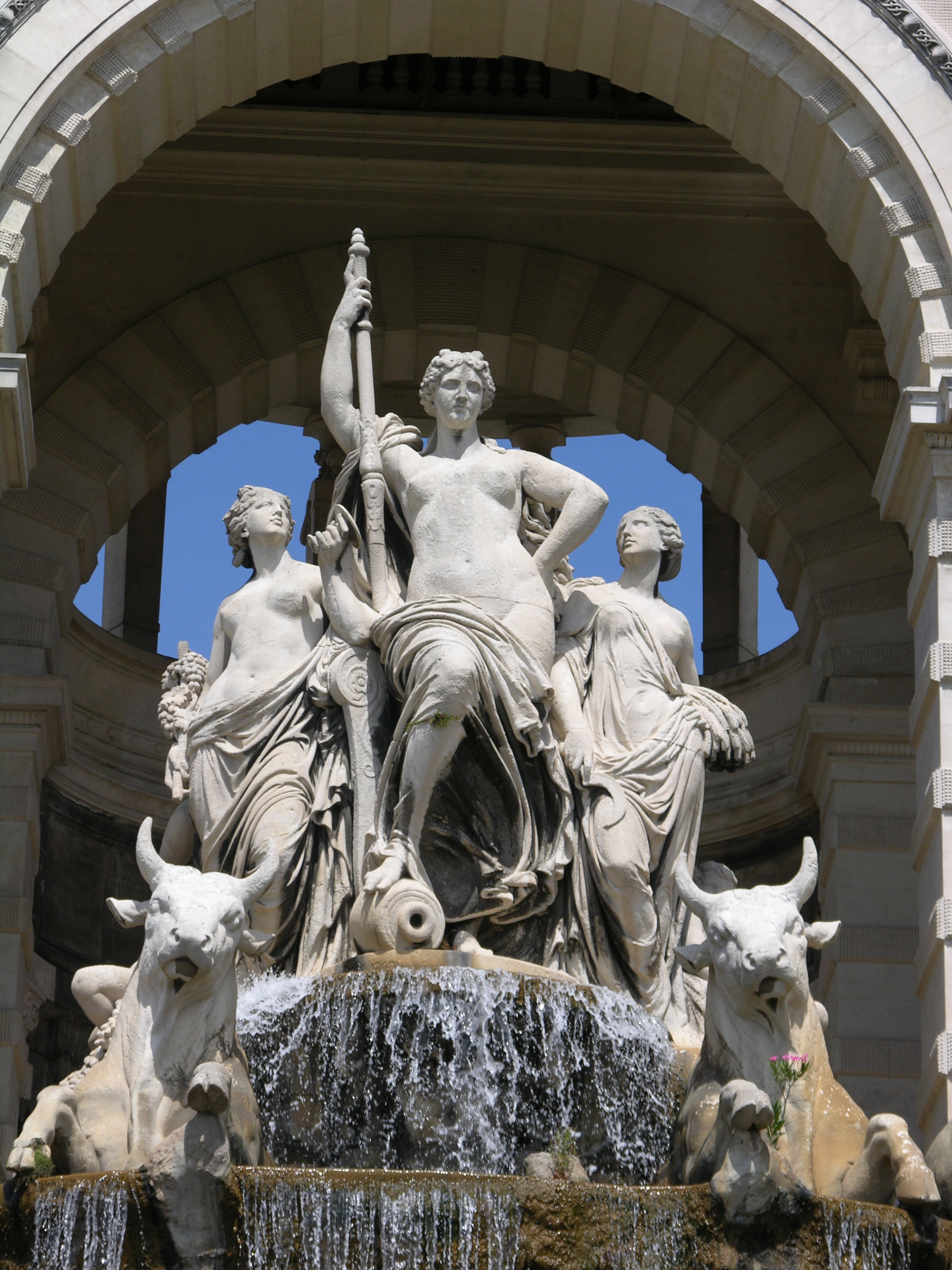
인듀런스, 팔레 롱샴, 1869년
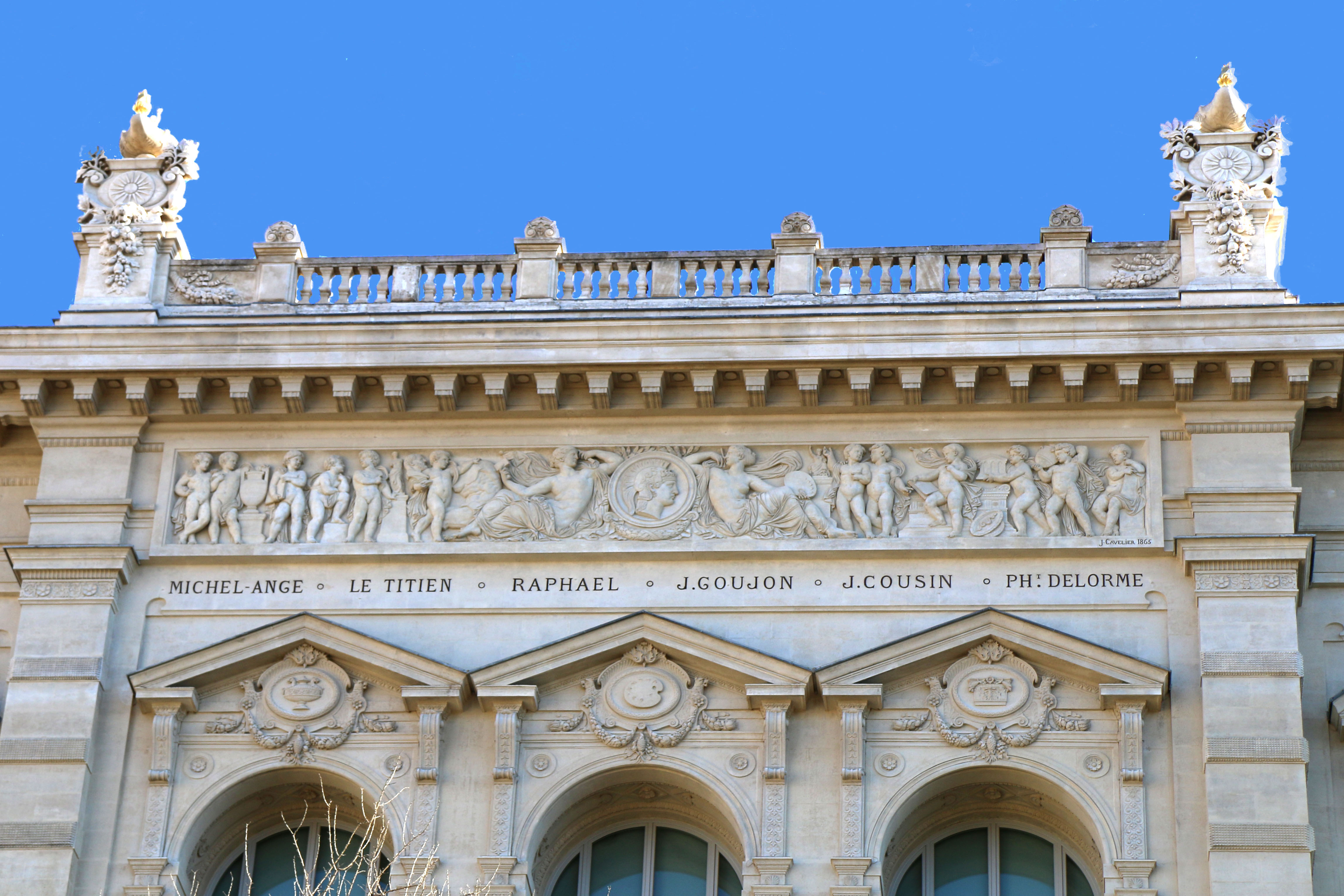
쥘 카벨리에가 조각한 마르세유 미술관의 프리즈